# Hiéroglyphe égyptien A43
Le hiéroglyphe égyptien A43 (pharaon assis portant la couronne hedjet), est classifié dans la section A « L'Homme et ses occupations » de la liste de Gardiner ; il y est noté A43.

## Représentation
Il représente un pharaon assis, portant la couronne blanche de Haute-Égypte hḏt (hiéroglyphe S1). Il est translittéré nsw<nj-swt.

## Utilisation
| sw | t · n | A43 |

| sw | t · n | A43 |

« roi de Haute-Égypte, roi ».
| Q1 · ir | A43 |

| Q1 · ir | A43 |

| A44 |

| A44 |